# Qualificazioni alla Coppa del Mondo di rugby 2007 - Africa
Le qualificazioni africane alla Coppa del Mondo di rugby 2007 si tennero tra il 2005 e il 2006 e riguardarono 20 squadre nazionali africane che dovettero esprimere una qualificata direttamente alla Coppa e destinarne una ai ripescaggi intercontinentali.
Alla Coppa del Mondo di rugby 2007 furono ammesse di diritto le otto squadre quartifinaliste dell'edizione del 2003 tra cui il Sudafrica, che quindi non fu interessato dalle qualificazioni.
Le qualificazioni si svolsero su quattro turni, gli ultimi due dei quali coincidenti con la disputa dell'Africa Cup 2006.
A qualificarsi per la Coppa del Mondo fu la Namibia, uscita vincente dall'ultimo turno, mentre invece la squadra sconfitta, il Marocco, fu impegnato negli spareggi intercontinentali.

## Criteri di qualificazione
- Primo turno (marzo — giugno 2005). Sei squadre, divise in due gironi geografici (Nord e Sud) si affrontarono in gara di sola andata. Le prime classificate di ogni girone si affrontarono in gara doppia per stabilire la qualificata al secondo turno[1].
- Secondo turno (giugno — agosto 2005). Sei squadre, cinque delle quali già ammessevi e una proveniente dal turno precedente, furono divise in due gironi all'italiana di tre squadre ciascuna con gare di sola andata. Le prime classificate di ogni girone furono ammesse al terzo turno, le seconde classificate spareggiarono tra di loro per determinare la terza qualificata al terzo turno.
- Terzo turno (maggio — ottobre 2006). Esso coincise con i gironi A e B dell'Africa Cup 2006; le tre squadre qualificate dal secondo turno più Tunisia, Marocco e Namibia, già ammesse alla competizione, furono destinate ai primi due gironi della Coppa d'Africa; le prime classificate di detti gironi furono ammesse alla semifinale del torneo[1].
- Quarto turno (ottobre — novembre 2006): corrispose alla semifinale della Coppa d'Africa 2006 che si disputò tra le due vincenti dei gironi A e B; la vincente di tale semifinale, oltre a guadagnare il diritto a disputarsi il titolo africano contro la vincente dell'altra semifinale che non interessava le qualificazioni, si qualificò direttamente alla Coppa del Mondo; la semifinalista perdente fu destinata ai ripescaggi intercontinentali.

## Situazione prima degli incontri di qualificazione
| Primo turno                                                                           | Secondo turno                                                                                            | Terzo turno | Quarto turno                                | Qualificate                                                                          |
| ------------------------------------------------------------------------------------- | --- | --- | ------------------------------------------- | ------------------------------------------------------------------------------------ |
| Girone Nord: - Camerun - Nigeria - Senegal Girone Sud: - Botswana - eSwatini - Zambia | Girone A: - Costa d'Avorio - Zimbabwe - Qualificata dal 1º turno Girone B: - Kenya - Madagascar - Uganda | Girone A Africa Cup 2006 - Marocco - Qualificata dal 2º turno - Qualificata dal 2º turno Girone B Africa Cup 2006 - Namibia - Tunisia - Qualificata dal 2º turno | - Vincitrice girone A - Vincitrice girone B | Classificate direttamente: - Vincitrice 4º turno Ai ripescaggi: - Sconfitta 4º turno |

## Primo turno

### Girone Nord
| Data      | Incontro          | Risultato | Sede   |
| --------- | ----------------- | --------- | ------ |
| 12-3-2005 | Senegal ― Nigeria | 48–6      | Dakar  |
| 19-3-2005 | Camerun ― Senegal | 0-6       | Douala |
| 16-4-2005 | Nigeria ― Camerun | 8-19      | Lagos  |

|  | Classifica girone Nord | G | V | N | P | P+ | P- | diff. | PT |
|  | ---------------------- | - | - | - | - | -- | -- | ----- | -- |
|  | Senegal                | 2 | 2 | 0 | 0 | 54 | 6  | +48   | 6  |
|  | Camerun                | 2 | 1 | 0 | 1 | 19 | 14 | +5    | 4  |
|  | Nigeria                | 2 | 0 | 0 | 2 | 14 | 67 | -53   | 2  |

### Girone Sud
| Data      | Incontro            | Risultato | Sede     |
| --------- | ------------------- | --------- | -------- |
| 12-3-2005 | eSwatini ― Zambia   | 24–23     | Mbabane  |
| 9-4-2005  | Zambia ― Botswana   | 28-24     | Lusaka   |
| 24-4-2005 | Botswana ― eSwatini | 19-12     | Gaborone |

|  | Classifica girone Sud | G | V | N | P | P+ | P- | diff. | PT |
|  | --------------------- | - | - | - | - | -- | -- | ----- | -- |
|  | Zambia                | 2 | 1 | 0 | 1 | 51 | 48 | +3    | 4  |
|  | Botswana              | 2 | 1 | 0 | 1 | 43 | 40 | +3    | 4  |
|  | eSwatini              | 2 | 1 | 0 | 1 | 36 | 42 | -6    | 4  |

### Finale
| Dakar 26 maggio 2005 | Senegal | 22 – 14 | Zambia |  |

| Lusaka 4 giugno 2005 | Zambia | 6 – 13 | Senegal |  |

### Esito del primo turno
- Senegal: qualificato al secondo turno

## Secondo turno

### Girone A
| Data      | Incontro                  | Risultato | Sede    |
| --------- | ------------------------- | --------- | ------- |
| 25-6-2005 | Zimbabwe ― Senegal        | 21–15     | Harare  |
| 2-7-2005  | Senegal ― Costa d'Avorio  | 6–20      | Dakar   |
| 23-7-2005 | Costa d'Avorio ― Zimbabwe | 33–3      | Abidjan |

|  | Classifica girone A | G | V | N | P | P+ | P- | diff. | PT |
|  | ------------------- | - | - | - | - | -- | -- | ----- | -- |
|  | Costa d'Avorio      | 2 | 2 | 0 | 0 | 53 | 9  | +44   | 6  |
|  | Zimbabwe            | 2 | 1 | 0 | 1 | 24 | 48 | -24   | 4  |
|  | Senegal             | 2 | 0 | 0 | 2 | 21 | 41 | -20   | 2  |

### Girone B
| Data      | Incontro            | Risultato | Sede         |
| --------- | ------------------- | --------- | ------------ |
| 11-6-2005 | Kenya ― Madagascar  | 24–24     | Nairobi      |
| 25-6-2005 | Uganda ― Kenya      | 5-8       | Kampala      |
| 10-7-2005 | Madagascar ― Uganda | 14-18     | Antananarivo |

|  | Classifica girone B | G | V | N | P | P+ | P- | diff. | PT |
|  | ------------------- | - | - | - | - | -- | -- | ----- | -- |
|  | Kenya               | 2 | 1 | 1 | 0 | 32 | 29 | +3    | 5  |
|  | Uganda              | 2 | 1 | 0 | 1 | 23 | 22 | +1    | 4  |
|  | Madagascar          | 2 | 0 | 1 | 1 | 38 | 42 | -4    | 3  |

### Spareggi
| Harare 6 agosto 2005 | Zimbabwe | 22 – 16 | Uganda |  |

| Kampala 20 agosto 2005 | Uganda | 20 – 9 | Zimbabwe |  |

### Esito del secondo turno
- Costa d'Avorio, Kenya e Uganda: qualificate al terzo turno

## Terzo turno

### Esito del terzo turno
- Namibia e Marocco: qualificati al quarto turno

## Quarto turno

### Esito del quarto turno
- Namibia: qualificata alla Coppa del Mondo
- Marocco: ai ripescaggi interzona

## Quadro generale delle qualificazioni
In grassetto le squadre qualificate al turno successivo
| Primo turno                                                                           | Secondo turno                                                                           | Terzo turno | Quarto turno        | Qualificate                                                   |
| ------------------------------------------------------------------------------------- | --------------------------------------------------------------------------------------- | --- | ------------------- | ------------------------------------------------------------- |
| Girone Nord: - Camerun - Nigeria - Senegal Girone Sud: - Botswana - eSwatini - Zambia | Girone A: - Costa d'Avorio - Zimbabwe - Senegal Girone B: - Kenya - Madagascar - Uganda | Girone A Africa Cup 2006 - Marocco - Costa d'Avorio - Uganda Girone B Africa Cup 2006 - Namibia - Tunisia - Kenya | - Marocco - Namibia | Classificate direttamente: - Namibia Ai ripescaggi: - Marocco |